# In een land hier ver vandaan...
In een land hier ver vandaan... is een voorleesboek voor kinderen vanaf 6 jaar, geschreven door Arend van Dam en met illustraties van Alex de Wolf.
Het boek bevat verhalen over de geschiedenis van de wereld. Het bevat onder andere verhalen over Nelson Mandela, het paard van Troje, de piramide van Cheops en de Olympia. Vaak spelen kinderen een hoofdrol in de verhalen, zoals de negenjarige Toetanchamon, de kleine Wolfgang Amadeus Mozart. de driejarige Pu Yi en Aboriginalkinderen.
Elk verhaal begint met: In een land hier ver vandaan... en eindigt met Als je de kans krijgt, moet je er zelf maar eens gaan kijken.
Eerder verscheen van dezelfde auteurs het boek Lang geleden, waarin verhalen staan over de geschiedenis van Nederland.